# 提頓河 (愛達荷州)

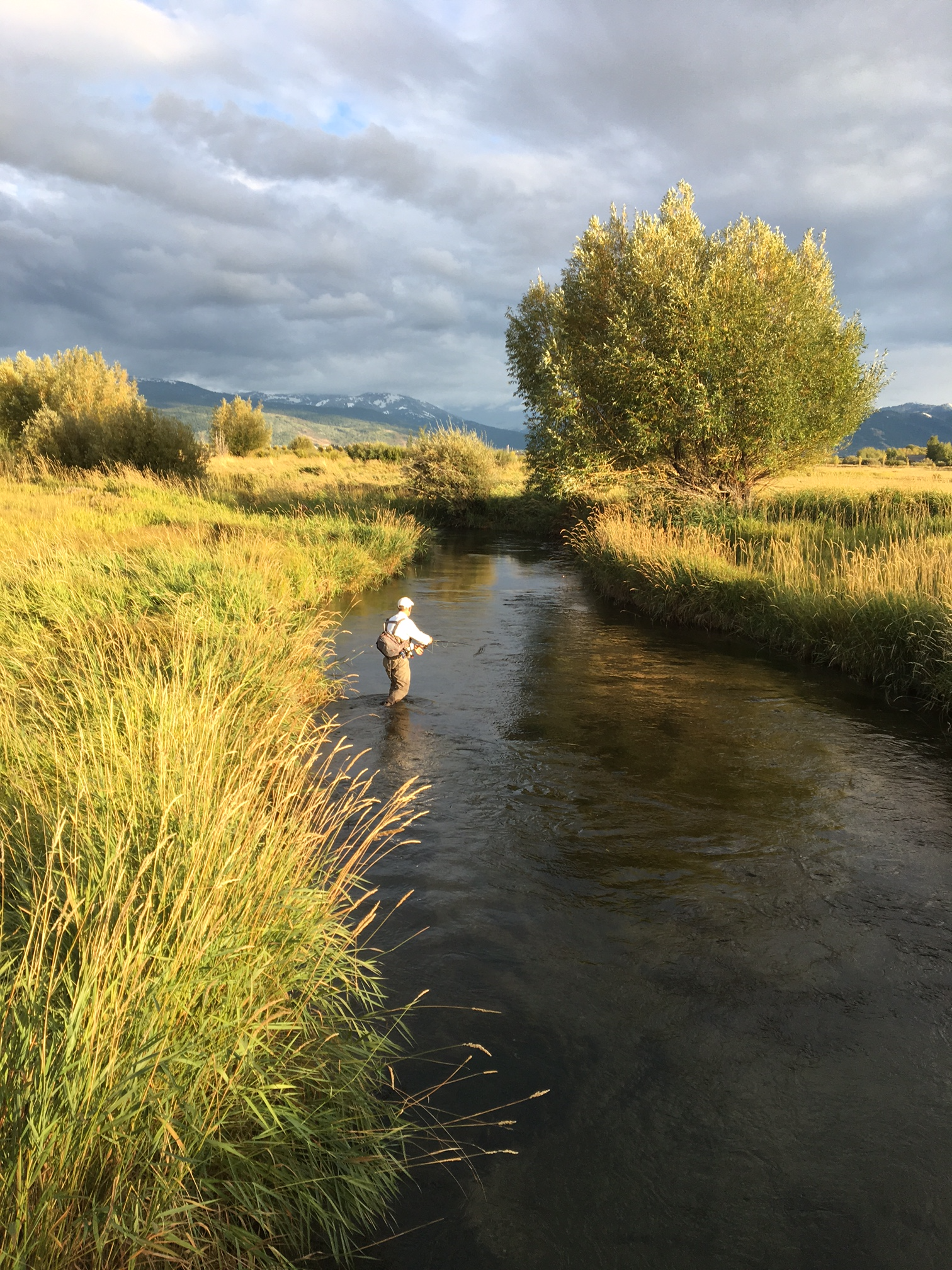
提頓河一条支流上的捕鱼人，2017年秋

提頓河（英語：Teton River）是一条长64-英里（103-）的河流，位于美國爱达荷州東南方的斯内克河平原，是亨利福克河的支流，斯内克河的二级支流。